# Odontanthias flagris
Odontanthias flagris är en fiskart som beskrevs av Yoshino och Araga, 1975. Odontanthias flagris ingår i släktet Odontanthias och familjen havsabborrfiskar. Inga underarter finns listade i Catalogue of Life.